# Kanton Bourbourg
Kanton Bourbourg (francouzsky Canton de Bourbourg) je francouzský kanton v departementu Nord v regionu Nord-Pas-de-Calais. Tvoří ho 12 obcí.

## Obce kantonu
- Bourbourg
- Brouckerque
- Cappelle-Brouck
- Drincham
- Holque
- Looberghe
- Millam
- Saint-Momelin
- Saint-Pierre-Brouck
- Spycker
- Watten
- Wulverdinghe